# Evektor EV-55
Die Evektor EV-55 Outback ist ein zweimotoriges Turbopropflugzeug des tschechischen Herstellers Evektor-Aerotechnik.

## Geschichte
Die Evektor EV-55 wurde mit Hilfe des tschechischen Ministeriums für Industrie und Handel seit etwa 2004 vom Chefkonstrukteur Petr Štěrba entwickelt. Der Rollout der Maschine fand am 30. März 2010 im tschechischen Kunovice statt. Die Maschine soll vor allem in wirtschaftlich schwächeren Ländern in Asien, Afrika und Lateinamerika Absatz finden. Der 30-minütige Erstflug der Evektor EV-55M fand am 24. Juni 2011 in Kunovice mit Evektors Testpilot Josef Charvát und dem Militärpiloten Jiří Hána an Bord statt. Bei dem Flug wurde eine Geschwindigkeit von 230 km/h und eine Höhe von 1000 Metern erreicht. Am 8. April 2016 erfolgte der Erstflug der zweiten Maschine. Als EV-55M wird dabei die Militärvariante des Mehrzweckflugzeug bezeichnet. Die EV-55 wird in drei Varianten erhältlich sein – eine Passagierversion, eine Cargoversion und ein Kombimodell, bei dem der Frachtraum vor den im hinteren Teil der Kabine angebrachten Fluggastsitzen liegt. Die EV-55 ist nicht mit einer Druckkabine ausgerüstet.
Am 10. Oktober 2012 bestellte die russische Gesellschaft AeroGeo für den Einsatz in Sibirien neun EV-55 und zeichnete gleichzeitig eine Option von 20 weiteren Maschinen, welche bis 2020 abgerufen werden können. Der Preis pro Maschine beträgt 2,1 Millionen USD.
Am 16. März 2017 teilte Evektor mit, dass das Projekt EV-55 vorübergehend gestoppt wird, bis Unsicherheiten mit dem malaysischen Investor geklärt sind. Evektor hofft dennoch, die Zertifizierung wie geplant abschließen zu können.

## Konstruktion
Die Evektor EV-55 ist ein zweimotoriger Schulterdecker mit Platz für bis zu 14 Passagiere oder bis zu 1824 kg Fracht, der durch seine konstruktive Auslegung über Kurzstart- und Landefähigkeiten verfügt. Der Fracht- und Passagierraum hat eine Größe von 12,67 m³, wobei die Passagierkabine eine Größe von 4,48 m × 1,61 m × 1,37 m (9,47 m³) besitzt. Als Antrieb kommen zwei Pratt & Whitney PT6A-21 mit je 400 kW Leistung zum Einsatz.

## Technische Daten
| Kenngröße             | Daten                                      |
| --------------------- | ------------------------------------------ |
| Besatzung             | 2                                          |
| Passagiere            | 9 bis 14                                   |
| Länge                 | 14,35 m                                    |
| Spannweite            | 16,10 m                                    |
| Höhe                  | 4,66 m                                     |
| Flügelfläche          | ? m²                                       |
| Nutzlast              | 1824 kg                                    |
| Leermasse             | 2626 kg                                    |
| max. Startmasse       | 4600 kg                                    |
| Reisegeschwindigkeit  | ? km/h                                     |
| Höchstgeschwindigkeit | 408 km/h                                   |
| Dienstgipfelhöhe      | 8839 m                                     |
| Reichweite            | 2240 km                                    |
| Triebwerke            | zwei Pratt & Whitney PT6A-21 mit je 400 kW |